# Тихоокеанський лосось
Тихоокеанський лосось (Oncorhynchus) — рід риб родини Лососевих (Salmonidae). Наукова назва — Oncorhynchus — походить від грец. άγκιστρο — гак, і ρύγχος — ніс/морда.
Дослідження риб цього роду показало їхню здатність орієнтуватися за магнітним полем землі, зокрема успадковувати «магнітну мапу» міграцій.

## Види
Рід містить 12 сучасних видів, а також один вимерлий.
- Oncorhynchus chrysogaster
- Oncorhynchus clarkii
- Oncorhynchus gilae
- Oncorhynchus gorbuscha — Горбуша
- Oncorhynchus iwame
- Oncorhynchus keta — Кета
- Oncorhynchus kisutch — Кижуч
- Oncorhynchus masou — Сима
- Oncorhynchus mykiss — Пструг райдужний
- Oncorhynchus nerka — Нерка
- †Oncorhynchus rastrosus
- Oncorhynchus rhodurus — Форель Біва
- Oncorhynchus tshawytscha — Чавича